# ایگناسی میگل
ایگناسی میگل (انگلیسی: Ignasi Miquel؛ زادهٔ ۲۸ سپتامبر ۱۹۹۲) بازیکن فوتبال اهل اسپانیا است.
از باشگاه‌هایی که در آن بازی کرده‌است می‌توان به باشگاه فوتبال آرسنال، باشگاه فوتبال لستر سیتی، باشگاه فوتبال نوریچ سیتی، و تیم ملی فوتبال زیر ۲۱ سال اسپانیا اشاره کرد.
وی همچنین در تیم‌های ملی فوتبال ۱۶، ۱۹، و ۲۱ سال اسپانیا بازی کرده‌است.